# 霍穆季諾耶湖
53°26′16″N 78°41′37″E / 53.43778°N 78.69361°E
霍穆季諾耶湖（俄语：Хомутиное），是俄羅斯的湖泊，位於該國南部，由阿爾泰邊疆區負責管轄，長8公里、寬3公里，面積18.7平方公里，海拔高度7,370米，平均水深2.2米，最大水深3.6米。